# Agria InterRégió
Az Agria InterRégió Budapest és Eger között közlekedik, amelyet a MÁV Személyszállítási Zrt. üzemeltet. Vonatszámuk 54-gyel és 55-tel kezdődik.

## Története

### 2012-2014 között InterCityként
2012. december 9-én indult el az első járat InterCityként. A vonat ekkor csak Gödöllő, Aszód, Hatvan, Kál-Kápolna és Füzesabony állomásokon állt meg. A 2014-2015-ös menetrendváltástól megszűnt és helyette gyorsvonatok közlekednek.

### 2020-tól InterRégióként
2020. december 13-ától újra közlekedik óránként InterRégióként és több megállással. 2024. december 15-étől egy járat InterRégióként közlekedik Füzesabonyból Budapestre S80-as személyvonat helyett.

## Útvonala
A vonatjáratok Budapest-Keleti pályaudvarról indulnak, majd Gödöllő, Hatvan és Füzesabony érintésével közlekednek Egerbe, útjuk során a 80a–80-as (Budapest–Sátoraljaújhely-vasútvonal) és a 87a (Füzesabony–Eger) vasútvonalakat veszik igénybe. Napi 4 (és a füzesabonyi indítás) járat megáll Adács, Karácsond, Ludas, Nagyút és Andornaktálya állomásokon; megállóhelyeken is, melyek közül Karácsondon és Andornaktályán csak feltételes megállás van érvényben.

## Közlekedése

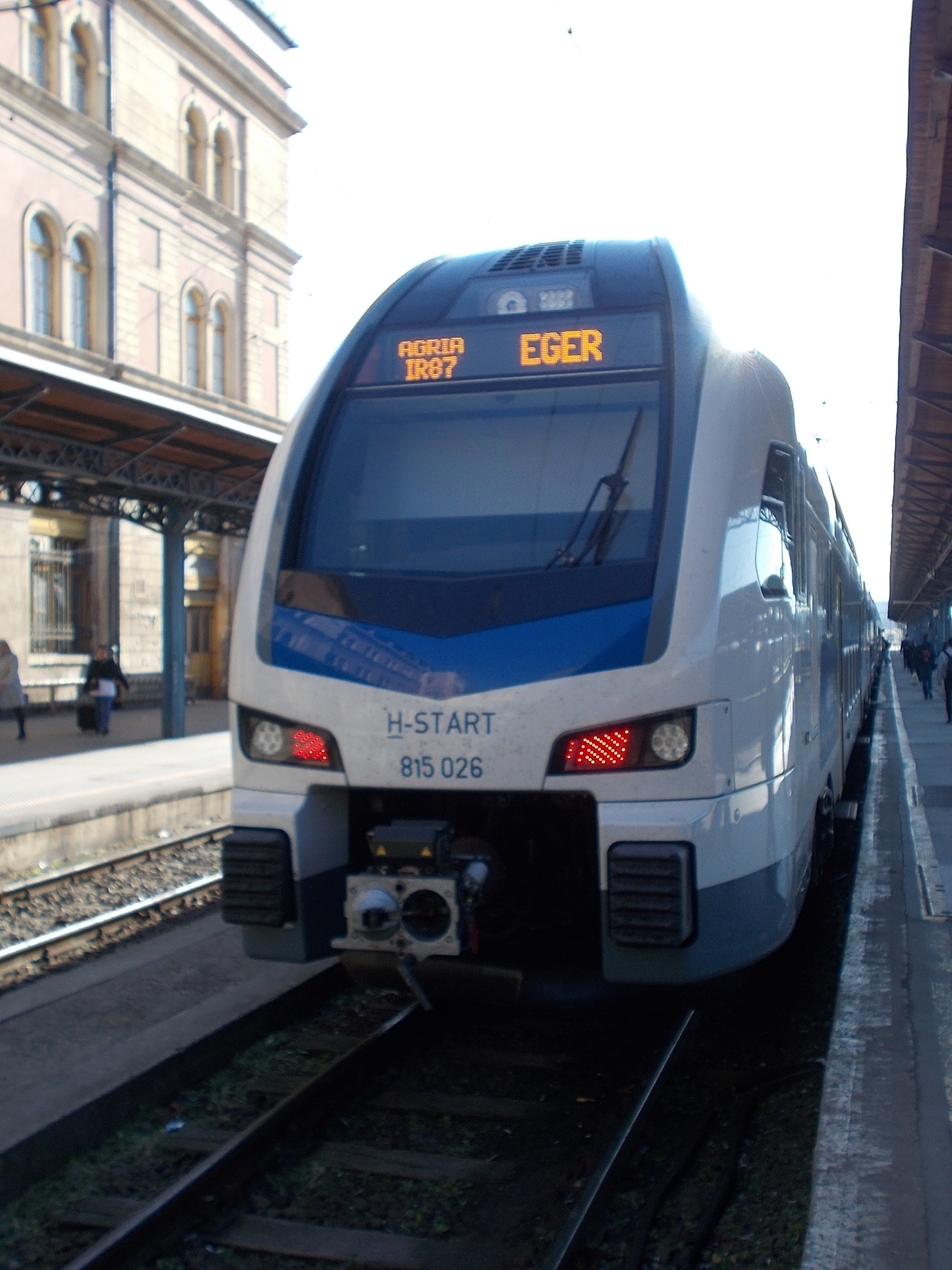
Indulásra készen

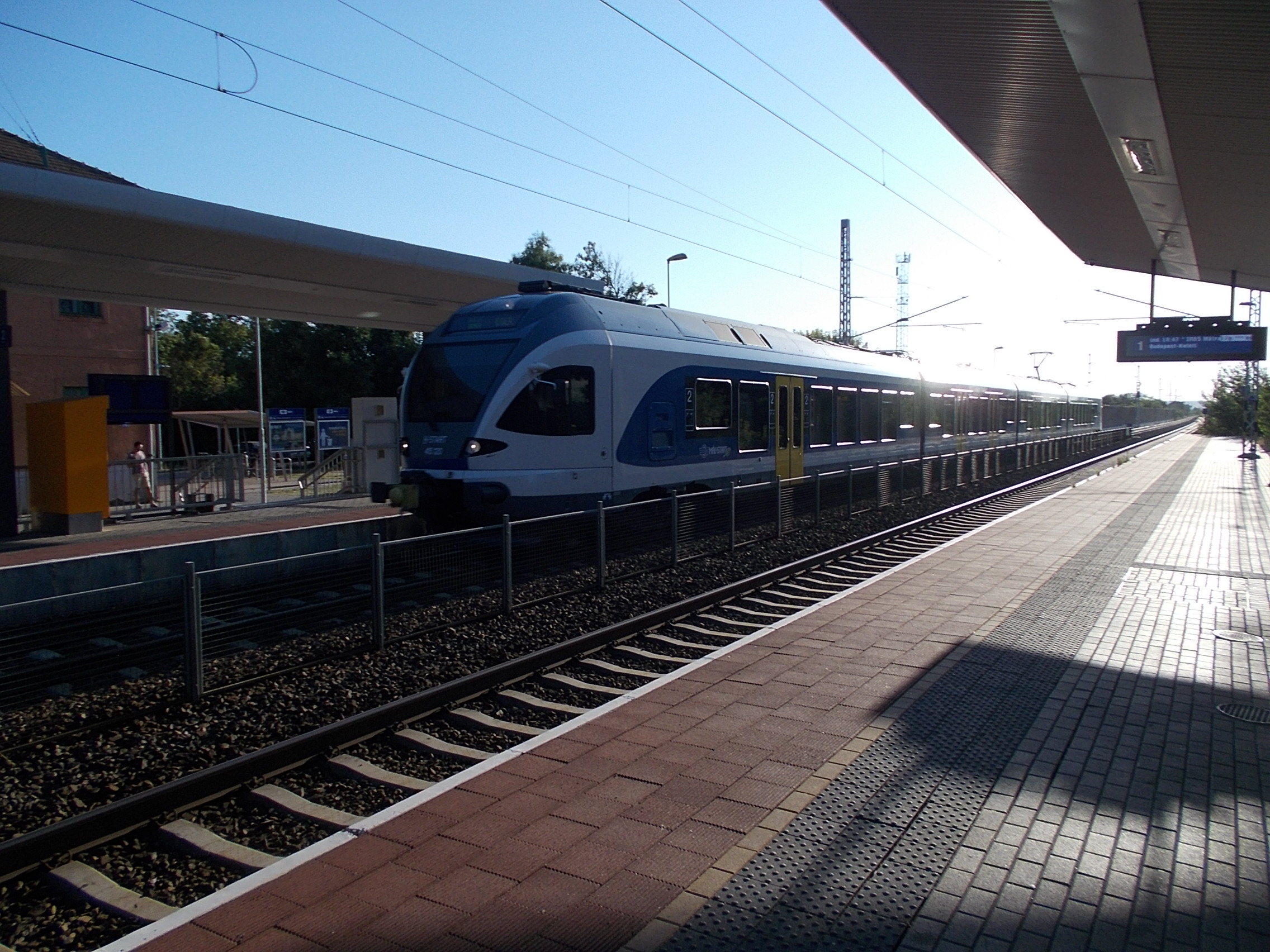
Tura megállóhelyen

A vonatjáratok Budapestről 5 és 21 óra; Egerből 5 és 20 óra között óránkénti ütemezettséggel indulnak, menetidejük átlagosan 2 óra.

### Járművek
A járművek között jelen vannak Stadler FLIRT és Stadler KISS típusúak is.

## Megállóhelyei
| IR87 (Budapest-Keleti – Gödöllő – Hatvan – Füzesabony – Eger) | IR87 (Budapest-Keleti – Gödöllő – Hatvan – Füzesabony – Eger) | IR87 (Budapest-Keleti – Gödöllő – Hatvan – Füzesabony – Eger) | IR87 (Budapest-Keleti – Gödöllő – Hatvan – Füzesabony – Eger) | IR87 (Budapest-Keleti – Gödöllő – Hatvan – Füzesabony – Eger) | IR87 (Budapest-Keleti – Gödöllő – Hatvan – Füzesabony – Eger) | IR87 (Budapest-Keleti – Gödöllő – Hatvan – Füzesabony – Eger) | IR87 (Budapest-Keleti – Gödöllő – Hatvan – Füzesabony – Eger) |
| Sorszám (↓)                                                   | Sorszám (↓)                                                   | Megállóhely                                                   | Kilométer (↓)                                                 | Perc (↓)                                                      | Perc (↓)                                                      | Átszállási kapcsolatok |                                                               |
| ------------------------------------------------------------- | ------------------------------------------------------------- | ------------------------------------------------------------- | ------------------------------------------------------------- | ------------------------------------------------------------- | ------------------------------------------------------------- | --- | ------------------------------------------------------------- |
| 0                                                             | 0                                                             | Budapest-Keleti végállomás                                    | 0 km                                                          | 0                                                             | 0                                                             | S60 , S80 , G10 , G60 , G80 , Z60 , IR85 , EC, EN, expresszvonat, gyorsvonat, IC, nemzetközi IC, InterRégió, sebesvonat, személyvonat (1, 80) 5, 7, 7E, 8E, 20E, 30, 30A, 107, 108E, 110, 112, 133E, 230 23, 24 73, 76, 78, 79, 80 907, 907A, 908, 908A, 931, 931A, 956, 973, 973A, 990                                                             |                                                               |
| 1                                                             | 1                                                             | Gödöllő                                                       | 36 km                                                         | 25                                                            | 25                                                            | S80 , IR85 , expresszvonat, InterRégió, sebesvonat, személyvonat (80) 4A, 9 440, 441, 442, 444, 446, 447, 448 992 1076, 1077, 1078 |                                                               |
| 2                                                             | 2                                                             | Máriabesnyő                                                   | 39 km                                                         | 29                                                            | 29                                                            | IR85 , InterRégió, sebesvonat, személyvonat (80) |                                                               |
| 3                                                             | 3                                                             | Bag                                                           | 49 km                                                         | 36                                                            | 36                                                            | IR85 , InterRégió, sebesvonat, személyvonat (80) 400, 401, 402, 403, 404, 405, 406, 407, 408, 409, 458 |                                                               |
| 4                                                             | 4                                                             | Aszód                                                         | 51 km                                                         | 38                                                            | 38                                                            | S77 , S780 , IR85 , expresszvonat, InterRégió, sebesvonat, személyvonat (77, 78, 80) 342, 347, 348, 402, 408, 409, 410, 422, 424, 426, 428, 430, 431, 434, 436, 437, 438, 457, 458, 459, 460, 461 |                                                               |
| 5                                                             | 5                                                             | Tura                                                          | 59 km                                                         | 44                                                            | 44                                                            | S780 , IR85 , InterRégió, sebesvonat, személyvonat (80) 400, 401, 402, 403, 404, 405, 408, 445 |                                                               |
| 6                                                             | 6                                                             | Hatvan                                                        | 67 km                                                         | 51                                                            | 51                                                            | S780 , S820 , IR85 , expresszvonat, IC, nemzetközi IC, InterRégió, sebesvonat, személyvonat (80, 81, 82) 1, 2, 4, 7, 9 1306 3600, 3603, 3610, 3612, 3617, 3622, 3624, 3625, 3626, 3640, 3678, 3698, 4681, 4686 |                                                               |
| 7                                                             | 7                                                             | Vámosgyörk                                                    | 87 km                                                         | 65                                                            | 68                                                            | IR85 , expresszvonat, InterRégió, sebesvonat, személyvonat (80, 85, 86) 1348, 1469, 1515 3670, 3671, 3673, 3697, 4602, 4653 |                                                               |
|                                                               | 8                                                             | Adács                                                         | 91 km                                                         |                                                               | 73                                                            | InterRégió, sebesvonat, személyvonat (80) |                                                               |
| 9                                                             | Karácsond                                                     | 97 km                                                         | 78                                                            | InterRégió, sebesvonat, személyvonat (80)                     |                                                               | |                                                               |
| 10                                                            | Ludas                                                         | 101 km                                                        | 82                                                            | InterRégió, sebesvonat, személyvonat (80) 3665, 3695          |                                                               | |                                                               |
| 11                                                            | Nagyút                                                        | 106 km                                                        | 87                                                            | InterRégió, sebesvonat, személyvonat (80)                     |                                                               | |                                                               |
| 8                                                             | 12                                                            | Kál-Kápolna                                                   | 113 km                                                        | 84                                                            | 93                                                            | expresszvonat, InterRégió, sebesvonat, személyvonat (80, 102) 3441, 3442, 3443, 3444, 3456, 3550, 3667, 3683, 3684 |                                                               |
| 9                                                             | 13                                                            | Füzesabony vonalközi végállomás                               | 125 km                                                        | 93                                                            | 103                                                           | expresszvonat, IC, InterRégió, sebesvonat, személyvonat (80, 87a, 108) 1343, 1346, 1362, 1376, 1466, 1517 3405, 3423, 3424, 3426, 3430, 3431, 3432, 3433, 3434, 3436, 3450, 3500, 3511, 4014 |                                                               |
| 10                                                            | 14                                                            | Maklár                                                        | 132 km                                                        | 102                                                           | 120                                                           | személyvonat (87a) |                                                               |
|                                                               | 15                                                            | Andornaktálya                                                 | 137 km                                                        |                                                               |                                                               | személyvonat (87a) |                                                               |
| 11                                                            | 16                                                            | Eger végállomás                                               | 142 km                                                        | 112                                                           | 130                                                           | személyvonat (87, 87a) 3A, 6, 11, 12, 13, 14, 14E, 112, 113 1050, 1051, 1053, 1054, 1343, 1346, 1348, 1362, 1380, 1383, 1402, 1427, 1466, 1517 3400, 3402, 3407, 3408, 3410, 3411, 3414, 3423, 3424, 3426, 3430, 3431, 3432, 3433, 3434, 3435, 3436, 3440, 3441, 3442, 3443, 3444, 3445, 3446, 3448, 3472, 3479, 3482, 3484, 3667, 4011, 4015, 4157 |                                                               |